# Demîdivka
Demîdivka (în ucraineană Демидівка) este așezarea de tip urban de reședință a raionului Demîdivka din regiunea Rivne, Ucraina. În afara localității principale, mai cuprinde și satele Dubleanî și Lișnea.

## Demografie
Componența lingvistică a așezării de tip urban Demîdivka
     Ucraineană (99,52%)
     Alte limbi (0,44%)
Conform recensământului din 2001, majoritatea populației așezării de tip urban Demîdivka era vorbitoare de ucraineană (99,52%), existând în minoritate și vorbitori de alte limbi.